# 오임탁
오임탁(吳琳鐸)은 국내 항일 독립운동가로서, 본관은 동복(同福)이다. 2009년 정부에서 건국포장 서훈을 받았다.

## 생애
오임탁(1908.07.15 - 1950.06.01)은 1930년 9월 전남 해남군 산이면 상공리에서 야학원 교사로 재직하면서 1932년 11월경 박한배(朴漢培)와 회합하고 갱생계(更生契)를 조직하고, 계원들에게 농민 어민운동의식을 고취하면서 同志養成 獲得을 위하여 활동하는 한편 야학원생들에게 민족의식을 계몽하며 활동하다가 被逮되어 징역1년을 받아 옥고를 치루었다. 그리고, 해방 후 1946년 친일파 척결과 미군정에 반발해 일어난 추수봉기에 가담하였다.1946년 11월 추수봉기는 해남 화원면을 제외한 13개 읍면에서 동시로 일어난 농민봉기였다.